# Amblyomma rotundatum
Amblyomma rotundatum Koch 1844, conhecido pelo nome comum de carrapato-de-sapo, é um carrapato da família dos ixodídeos, que é ectoparasita de anfíbios e répteis. Tal espécie se reproduz por partenogênese, apresentando escassos indivíduos machos, infestando o plantel de animais de sangue frio dos jardins zoológicos do Brasil.